# Šola za rezervne sanitetne častnike (Kraljevina Jugoslavija)
Šola za rezerve sanitetne častnike je bila vojaško-sanitetna šola v sestavi Vojski Kraljevine Jugoslavije.
Šola je delovala med letoma 1939 in 1941. Pripravljala je že usposobljene zdravnike za vojaško medicino; šolanje je trajalo le tri mesece. 